# KFNB – Jupiter, Gigant, Concordia und Bruna
Die Dampflokomotiven JUPITER, GIGANT, CONCORDIA und BRUNA waren Personenzuglokomotiven der k.k. privilegierte Kaiser Ferdinands-Nordbahn (KFNB).
| KFNB - JUPITER, GIGANT, CONCORDIA und BRUNA | KFNB - JUPITER, GIGANT, CONCORDIA und BRUNA | KFNB - JUPITER, GIGANT, CONCORDIA und BRUNA | KFNB - JUPITER, GIGANT, CONCORDIA und BRUNA | KFNB - JUPITER, GIGANT, CONCORDIA und BRUNA | KFNB - JUPITER, GIGANT, CONCORDIA und BRUNA | KFNB - JUPITER, GIGANT, CONCORDIA und BRUNA |
| ------------------------------------------- | ------------------------------------------- | ------------------------------------------- | ------------------------------------------- | ------------------------------------------- | ------------------------------------------- | ------------------------------------------- |
| kein Bild vorhanden                         |                                             |                                             |                                             |                                             |                                             |                                             |
| Technische Daten                            |                                             |                                             |                                             |                                             |                                             |                                             |
| Namen                                       | „JUPITER“                                   | „JUPITER“                                   | „GIGANT“                                    | „GIGANT“                                    | „CONCORDIA“, „BRUNA“                        | „CONCORDIA“, „BRUNA“                        |
|                                             | alt                                         | neu                                         | alt                                         | neu                                         | alt                                         | neu                                         |
| Bauart                                      | 1A1 n2                                      | 1A1 n2                                      | 1A1 n2                                      | 1A1 n2                                      | 1A1 n2                                      | 1A1 n2                                      |
| Zylinder-Ø                                  | 305 mm                                      | 303 mm                                      | 305 mm                                      | 290 mm                                      | 305 mm                                      | 307 mm                                      |
| Kolbenhub                                   | 457 mm                                      | 395 mm                                      | 457 mm                                      | 461 mm                                      | 457 mm                                      | 465 mm                                      |
| Treibrad-Ø                                  | 1829 mm                                     | 1581 mm                                     | 1829 mm                                     | 1831 mm                                     | 1829 mm                                     | 1857 mm                                     |
| Laufrad-Ø vorne                             | 1219 mm                                     | 1199 mm                                     | 1219 mm                                     | 1264 mm                                     | 1219 mm                                     | 1264 mm                                     |
| Laufrad-Ø hinten                            | 1219 mm                                     | 1212 mm                                     | 1219 mm                                     | 1317 mm                                     | 1219 mm                                     | 1317 mm                                     |
| Fester Achsstand                            | k. A.                                       | 3350 mm                                     | k. A.                                       | 3350 mm                                     | k. A.                                       | k. A.                                       |
| Gesamtachsstand                             | k. A.                                       | 3350 mm                                     | k. A.                                       | 3350 mm                                     | k. A.                                       | k. A.                                       |
| Achsstand mit Tender                        | k. A.                                       | k. A.                                       | k. A.                                       | k. A.                                       | k. A.                                       | k. A.                                       |
| Rohrheizfläche                              | 37,1 m²                                     | 31,9 m²                                     | 37,1 m²                                     | 37,6 m²                                     | 37,1 m²                                     | 28,1 m²                                     |
| Feuerbüchsheizfläche                        | 4,1 m²                                      | 4,4 m²                                      | 4,1 m²                                      | 4,2 m²                                      | 4,1 m²                                      | 4,7 m²                                      |
| Rostfläche                                  | k. A.                                       | 0,88 m²                                     | k. A.                                       | 0,88 m²                                     | k. A.                                       | 0,79 m²                                     |
| Kesseldruck                                 | k. A.                                       | 5,4                                         | k. A.                                       | 5,4                                         | k. A.                                       | 5,4                                         |
| Leermasse                                   | k. A.                                       | k. A.                                       | k. A.                                       | 12,9 t                                      | k. A.                                       | 12,9 t                                      |
| Adhäsionsgewicht                            | k. A.                                       | k. A.                                       | k. A.                                       | k. A.                                       | k. A.                                       | k. A.                                       |
| Dienstmasse                                 | k. A.                                       | 14,0 t                                      | k. A.                                       | 14,0 t                                      | k. A.                                       | 14,0 t                                      |
| Dienstmasse mit Tender                      | k. A.                                       | k. A.                                       | k. A.                                       | k. A.                                       | k. A.                                       | k. A.                                       |
| Wasser                                      | k. A.                                       | k. A.                                       | k. A.                                       | k. A.                                       | k. A.                                       | k. A.                                       |
| Kohle                                       | k. A.                                       | k. A.                                       | k. A.                                       | k. A.                                       | k. A.                                       | k. A.                                       |
| Länge                                       | k. A.                                       | k. A.                                       | k. A.                                       | k. A.                                       | k. A.                                       | k. A.                                       |
| Länge mit Tender                            | k. A.                                       | k. A.                                       | k. A.                                       | k. A.                                       | k. A.                                       | k. A.                                       |
| Höhe                                        | k. A.                                       | k. A.                                       | k. A.                                       | k. A.                                       | k. A.                                       | k. A.                                       |

## Geschichte
Die Lokomotiven wurden bei der englischen Lokomotivenfabrik Stephenson bestellt und waren etwas stärker als die VINDOBONA.
Sie wurden 1838 mit denselben Dimensionen geliefert und hatten die Achsfolge 1A1.
Die Zylinder waren unter der Rauchkammer angeordnet und trieben die gekröpfte zweite Achse an.
Die Lokomotive GIGANT war am 1. Juli 1839 in den Eisenbahnunfall von Branowitz verwickelt, als einer der Eröffnungszüge der Lundenburg–Brünn auf einen zweiten auffuhr.
In Österreich hat man die Maschinen im Laufe der Zeit so umgebaut, dass sie sich schließlich voneinander wesentlich unterschieden.
Die vier Lokomotiven wurden zwischen 1850 und 1855 abgestellt und 1856 bzw. 1861 (JUPITER) ausgeschieden.